# ألان ماكمانوس (لاعب سنوكر)
ألان ماكمانوس (بالإنجليزية: Alan McManus) هو لاعب سنوكر بريطاني، ولد في 21 يناير 1971 في غلاسكو في المملكة المتحدة.

## روابط خارجية
- ألان ماكمانوس على موقع CueTracker.net (الإنجليزية)
- ألان ماكمانوس على موقع بطولة العالم للسنوكر (الإنجليزية)
- ألان ماكمانوس على موقع اللجنة الأولمبية الصينية (الإنجليزية)